# François van Langendonck
François van Langendonck, né le 18 mai 1868 à Louvain et mort le 31 janvier 1950 à Louvain, est un homme politique belge.

## Mandats
- Membre de la Chambre des représentants de Belgique : 1912-
- Conseiller communal de Louvain : 1933-1946
- Échevin de Louvain : 1933-1938
- Échevin de Louvain : 1946-

## Sources
- De Socialisten. Honderd jaar socialistische beweging in het arrondissement Leuven (1885-1985), Louvain, 1986

- Ressource relative à plusieurs domaines :   - ODIS